# ムーアズミルの戦い
ムーアズミルの戦い（英: Battle of Moore's Mill）は、南北戦争の1862年7月28日に、ミズーリ州中央部、現在のキャラウェイ郡のキャルウッド近く、オーバス・クリーク沿いで起こった戦闘である。この戦闘や、1週間後に起こったカークスビルの戦い、さらにその5日後のコンプトンズフェリーの戦いによって、ミズーリ州北部にいた南軍の徴兵担当達を追い出すことになった。

## 背景
アーカンソー州のピーリッジの戦いと、それに続いて南軍が同州北部から撤退した後、南軍を立て直すために徴兵担当がミズーリ州中に派遣された。南部のゲリラ部隊が徴兵担当を支援し、共に戦うことも多かった。
ミズーリ州で戦争が始まってからゲリラ闘争が続いていたが、1862年初期の暖かい季節になると共にその激しさが増した。激しくなるゲリラと闘うために、北軍のヘンリー・ハレック将軍は3月13日にミズーリ州民に対して一般命令第2号を発し、「ゲリラ部隊に加わる者は、捕まえたときに戦争捕虜としては扱わず、強盗や殺人者と同様に絞首刑に処する」と警告した。アメリカ連合国大統領ジェファーソン・デイヴィスは1862年4月21日に、「パルティザン・レンジャーズ」を結成する者達に命令書を与えることで、ゲリラ戦を合法化する動きで対応した。しかし、北軍当局はこの処置を認めなかった。5月29日、ジョン・マカリスター・スコフィールド准将はミズーリ州兵に対して一般命令第18号を発行した。それには「武器を持ち不法な戦いに関わっているときに捉えられた場合、その場所で射殺する」と書かれていた。
ゲリラ戦と徴兵の動きが増え、ミズーリ州内で新しいミズーリ州志願騎兵連隊以外ほとんど全てがいなくなってしまうと、ゲリラ行動と南軍の徴兵活動が夏を通じてミズーリ州を厳しい状況にし始めた。ミズーリ州兵の指揮官や北軍志願兵がジョセフ・C・ポーターの徴兵担当と関連するゲリラに集中し始め、7月19日にはバッサーヒル、7月22日にはフロリダ（ミズーリ州）、7月24日にはサンタフェ（同）と小戦闘が続いた。
一方で7月22日、スコフィールド准将はミズーリ州暫定知事ハミルトン・ローワン・ギャンブルの援助を得て、町の防衛に十分な組織を立ち上げるために、徴兵ミズーリ民兵隊を強制徴募するよう命じた。スコフィールドは一般命令第19号を発し、働ける忠実な男性全ての民兵隊への入隊を要求し、不忠な者はそれを登録することとしていた。
これらの命令で地方の守備任務や警察任務にあたる民兵隊を立ち上げて、ミズーリ州兵にゲリラや徴兵担当を追撃する自由度を与えたが、この政策は南部に同調するものがその旗幟を鮮明にさせることにもなった。数多い者がゲリラ隊に加わるか、徴兵担当について南軍入隊の道を選んだ。ジョセフ・C・ポーターとジョン・A・ポインデクスターの南軍徴兵担当部隊は、南軍同調者がその軍旗の下に集まって来たので、その一般命令の恩恵を受けた形になった。一方でこの最新のミズーリ州民兵隊が戦場に出る用意ができるまでに数週間があるだけだった。

## ブラウンズスプリングの小競り合い
7月27日、州都ジェファーソンシティで、ミズーリ第9民兵騎兵隊のオドン・ギター大佐が、コロンビアに2個中隊と共にいるシャファー中佐を補強するよう指示され、その通りに動いた。ギターは、ポーターとゲリラ指導者アルビン・コブが共にフルトンの僅か11マイル (18 km) 北、ブラウンズスプリングに宿営しているという情報も得た。
ギターはミズーリ第9民兵騎兵隊の100名とインディアナ第3砲兵隊の砲兵班を選別し、ミズーリ川を越えてフルトンに進み、そこでダフィールド大佐が指揮するアイオワ第3騎兵隊の54名が合流した。これらの兵力でブラウンズスプリングに進んだ。近くで小さな戦闘が起こった後、ギターは宿営地が放棄されたばかりであることが分かった。シャファー中佐の500名の部隊が近くに到着し、ギターはその夜を宿営した。

## 戦闘
ギターの部隊を待っていたのは、ポーターが全体指揮を執る少なくとも260名の南軍部隊であり、その中にはジョン・ボウルズ中尉が指揮するブラック・レンジャーズのうちブーン郡の者65名、アルビン・コブ大尉の指揮するゲリラ75名が入っていた。ポーターは戦闘を避けず、オーバス・クリークの岸沿いで待ち伏せをさせた。
7月28日朝、ギターはクリークに沿って進軍し、シャファーの大きな部隊と合流して総勢は733名になった。ギターはシャファーに464名を付けて東のクリークを渡らせ敵の側面に向かわせようとした。これと同時にギターは269名の兵士とクリークの西岸を進んだが、シャファーの翼が間に合うにはあまりに動きが早すぎた。ポーターの部隊は道沿いの樹木や藪の陰でギターの隊を待ち伏せていた。南軍は北軍が反応できる前に2回の一斉射撃を行った。
ギターは兵士に下馬するよう命じ、大砲を前に出す間に森に隠れるよう指示した。ポーター隊には大砲が無かったので、北軍は大砲さえあれば直ぐにポーター隊の気力を挫き、後退させられると期待した。1時間経った後でポーターは「お前たち、これでは抵抗できない、突撃を掛けるべきだ。前進! 突撃! 」と叫んだ。南軍は砲手を撃ち倒し、少なくとも大砲2門の1門を奪取したので、北軍は算を乱して後退した。
この段階でシャファー隊が銃声や砲声を聞き、反転した後で戦場に到着した。1個中隊が飛び出して大砲を奪い返し、南軍を最初の地点まで押し戻した。シャファー隊は下馬し、銃撃戦を続けた。
数時間後、ポーター隊の弾薬が欠乏してきたので、退却命令が出された。露わになった後退する部隊を支援するために、この時点で南軍の損失の多くが発生したと報告されている。疲れ切った北軍兵は即座に追撃できず、南軍はうまく撤退できた。

## 損失
北軍の損失は戦死13名、負傷55名と見なされた。南軍の損失は推計でしか分かっていない。少ない方の数では、8月1日付フルトン電報に挙げられていたのが戦死、捕虜、負傷の分かった南軍兵氏名のものであり、名前を告げることを拒んだ負傷兵幾人かにも触れられていた。ギターの戦闘報告書は、52名を殺し、125名ないし150名を負傷させたとしていたが、これらの数字は他の史料で裏付けられていない。この戦闘に参加し、後に著作家になったジョセフ・A・マッドも当時のシェルビー郡史を引用し、「南軍は戦死11名、重傷21名と報告した」としている。

## 戦いの後
ギター隊は逃げるポーター隊の追跡と追撃戦で非常に消耗した。8月6日のカークスビルの戦いでポーター隊が敗北し、北東ミズーリにおけるその脅威が消滅した。ポーターは部隊に散開を命じ、南の南軍のところまで行かせるようにした。ギターはこの戦闘の直後に病気になり、カークスビルでの戦勝に加われなかったが、その配下の部隊は幾らか参戦していた。
この戦闘におけるオドン・ギターの功績、および数週間後のポインデクスター隊の追撃と破壊によって、ギターはミズーリ州軍の准将に昇進した。ミズーリ州北部における南軍の徴兵の動きはその後回復することはなかった。

## 参戦した部隊
北軍
ギターの部隊
- ミズーリ第9民兵騎兵隊（E、F、G、H各中隊） – オドン・ギター大佐（100名まで）
- インディアナ第3砲兵隊（第1班、6ポンド砲2門） – アドルファス・G・アーミントン中尉（32名）
- アイオワ第3騎兵隊（E、F、G、H各中隊） – ヘンリー・C・コールドウェル少佐（133名）

シャファー隊
- ミズーリ第2騎兵隊 "メリルズホース"（A、C、E、F、G、H、I、K各中隊） – W・F・シャファー中佐（306名）
- ミズーリ第10民兵騎兵隊（B、D各中隊） – （120名）
- 独立騎兵中隊 "レッド・ローバーズ" – Capt. ハイラム・A・ライス大尉（38名）（後にミズーリ第10民兵騎兵隊I中隊）[14]

南軍
- 北東ミズーリ第1騎兵隊 – ジョセフ・C・ポーター大佐（125名まで）
- ブラックフット・レンジャーズ – ジョン・ボウルズ中尉（65名）
- コブのゲリラ隊 – アルビン・コブ大尉（75名）

参戦した部隊は、マイケル・バナシクの『戦中のアーカンソー: プレーリーグローブ方面作戦、1862年』のテキストから掲出